# GMOソリューションパートナー
GMOソリューションパートナー株式会社（ジーエムオーソリューションパートナー、英名：GMO Solution Partner, Inc.）は、WEBコンサルティング事業・ECソリューション事業を行っていた企業。
2025年1月、親会社のGMOアドパートナーズ株式会社に吸収合併され解散。

## 沿革
- 2007年
  - 3月 設立、「まるごとEC」サービス開始
- 2008年
  - 5月 SEOサービス「Find-A」サービス開始
  - 7月 「JWordモバイル」サービス開始
  - 11月 大阪営業所がORIX久太郎ビルに移転
- 2011年11月 東京本社がセルリアンタワーに移転
- 2012年9月 「JWord」がスマホサービス開始
- 2013年5月 制作拠点として沖縄事業所を開設
- 2014年8月 大阪営業所がグランフロントに移転
- 2016年5月 「相続不動産オークション」事業開始
- 2019年8月 「RPA（デジタルレイバー）」サービス開始
- 2020年
  - 1月 広告配信サービス「ADsolution EX（現NEXT)」サービス開始
  - 2月 動画広告サービス「動画チラシ」サービス開始
- 2021年7月 「Find-A Area」サービス開始
- 2022年
  - 5月 SEOツール「GMO順位チェッカー」サービス開始
  - 10月 「GMO順位チェッカー」が「ITreview Grid Award 2022 Fall」『SEOツール』部門で「High Performer賞」をスピード受賞
  - 11月 「Find-A成果型5.0」サービス開始
- 2023年
  - 2月 「GMO順位チェッカー」2期連続で「ITreviewGridAward 2023 Winter」『SEOツール』部門でHigh Performer賞獲得
  - 5月 沖縄事業所設立10周年
  - 11月 SEOツール「AI SEOディレクター」サービス開始
- 2024年
  - 1月 「GMO順位チェッカー」ITreview Grid Award 2024 WinterのSEOツール部門で最高賞「Leader」初受賞
  - 3月 「Find-A intention+」サービス開始
  - 4月 「GMO順位チェッカー」ITreview Grid Award 2024 SpringのSEOツール部門で最高賞「Leader」2期連続受賞
  - 7月 「GMO順位チェッカー」ITreview Grid Award 2024 SummerのSEOツール部門で最高賞「Leader」3期連続受賞
- 2025年
  - 1月 GMOアドパートナーズに吸収合併。

## 主な事業（サービス名）
- コンバージョンV（簡単LPO）
- コンバージョンVF（簡単EFO）
- ストックマネージャー（在庫管理、受注管理）
- Find-A（アフィリエイト）
- ワンダーアフィリエイト（ワンタグアフィリエイト）
- まるごとEC（ネットショップ開業）
- SearchHit（成果報酬型SEO）
- Webサイト構築サービス
- JWord
- 不動産オークション IKURA[3][4][5]

## 役員構成
- 代表取締役社長執行役員：伊藤 幹高
- 取締役：橋口 誠
- 取締役：徳永 伸一郎
- 監査役：菅谷 俊彦
- 監査役：吉田 伸介